# Afua Hirsch

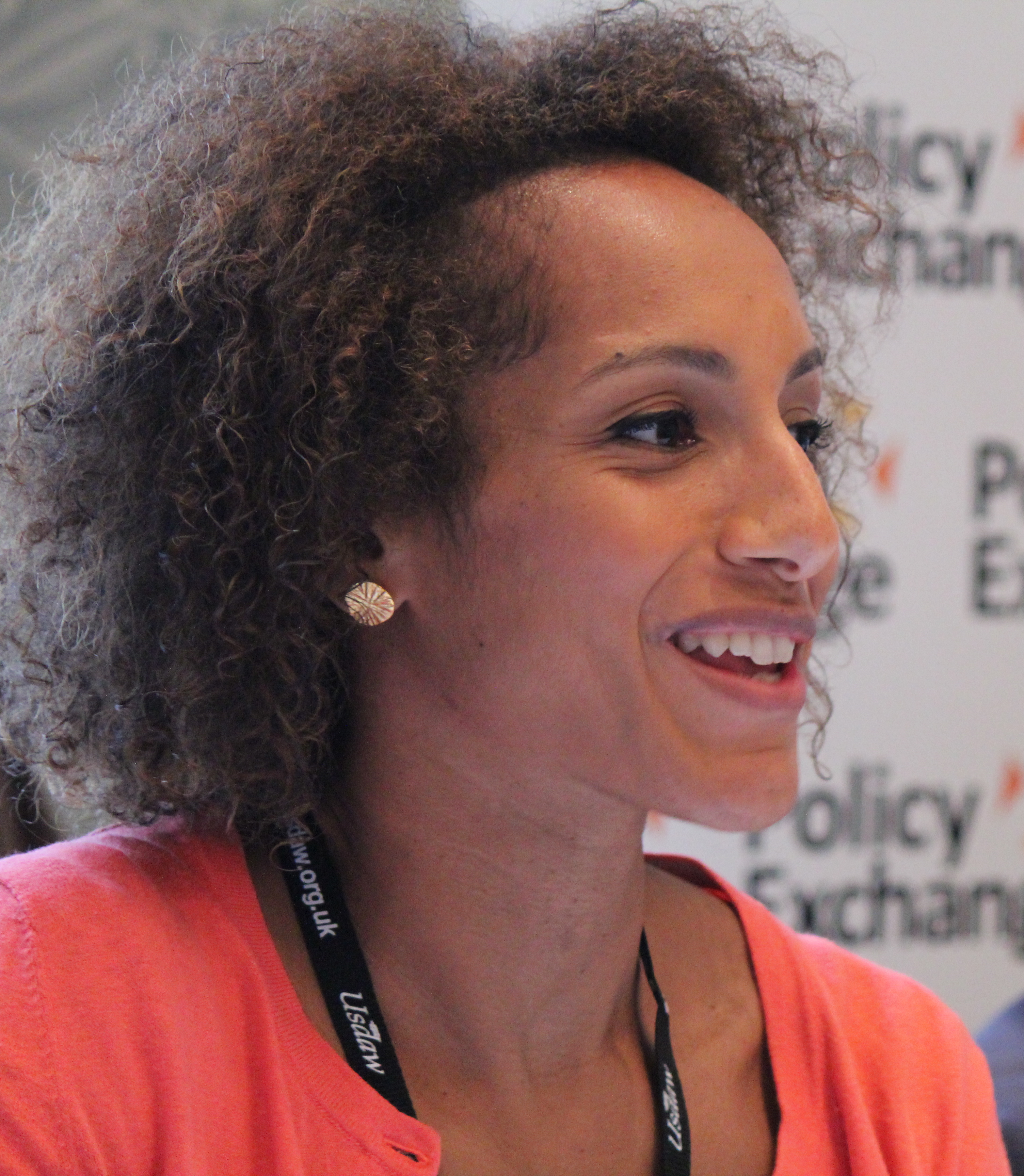
Afua Hirsch (2014)

Afua Hirsch (geboren 12. Juni 1981 in Stavanger, Norwegen) ist eine britische Journalistin.

## Leben
Afua Hirschs Großvater Hans Hirsch emigrierte 1938 als Jugendlicher aus dem nationalsozialistischen Deutschland, sein Bruder ist der britische Metallurg Peter B. Hirsch. Hirschs Großvater mütterlicherseits ist Akan und politischer Emigrant aus der Republik Ghana.
Hirsch wuchs im Londoner Stadtteil Wimbledon auf. Sie studierte Philosophie, Politikwissenschaften und Ökonomie am St Peter’s College der University of Oxford  und Jura an der BPP Law School. Sie erhielt die Zulassung als Barrister.
Hirsch arbeitete zunächst als Westafrika-Korrespondentin für The Guardian und wurde dann Redakteurin bei Sky News.
2019 wurde sie in die Anthologie New Daughters of Africa von Margaret Busby aufgenommen.
Hirsch hat eine 2011 geborene Tochter.

## Politische Einstellungen
Im August 2017 forderte sie, die Nelsonsäule auf dem Trafalgar Square solle entfernt werden, weil sie die Ideologie der weißen Rassenvorherrschaft verkörpere.
Im Oktober 2024 gehörte Hirsch zu den Unterzeichnern eines Aufrufs zum Boykott israelischer Kulturinstitutionen, „die an der überwältigenden Unterdrückung der Palästinenser mitschuldig sind oder diese stillschweigend beobachtet haben“.

## Schriften (Auswahl)
- BRIT(ISH). On Race, Identity and Belonging. London: Jonathan Cape, 2017.